# Матилда Кшесинска
Матилда Кшесинска (рус. Матильда Феликсовна Кшесинская), примабалерина асолута Империјал балета (данашњег Маријског/Киров позоришта), рођена је 1872. у Лигову, у близини Петровграда у породици балетских уметника.

## Образовање
Балетско образовање стекла је при Империјал балету, у данашњој Ваганова академији. Била је дисциплинован ђак и током школовања је савршено овладала техником руске школе. Одмах по дипломирању примљена је у Маријски, али осећајући потребу за даљим усавршавањем почиње да узима часове балета код Италијана Е. Чекетија и убрзо овладава и елементима италијанске школе. Овакво образовање – у хармонији са талентом дали су изванредну интерпретаторку Петипаових кореографија, које су до данашњег дана остале основа класичног балета.

## Каријера
Одмах након дипломирања постала је чланица Маријског позоришта, на чијем челу је као водећа солисткиња била наредних 27 година. Одиграла је велики број улога првог фаха широког дијапазона – комичних („Узалудна предострожност“ и др.), драмских („Бајадера“, „Есмералда“, „Кћи фараона“ и др.).
Била је прва интерпретаторка принцезе Ауроре у балету „Успавана лепотица“, Чајковског, док је у „Лабудовом језеру“ прва у варијацији Одилије извела „фуете 32", као друга балерина на свету (после Пјерине Лањани) и прва Рускиња.
Године 1904. добија звање примабалерина асолута, које је још једино носила друга велика звезда Маријског која је у њено време играла, Италијанка Пјерина Лањани. У новим тенденцијама у балету које су доносили Фокин и Дјагиљев, није се снашла и до краја каријере је сматрана за представника старе школе.

## Веза са Романовима
Била је у блиској вези са Романовима, престолонаследник Николај Други је био заљубљен у њу, али је њихову кратку везу прекинула његова мајка. Касније се удала за Великог кнеза Александра Владимировича Романова са којим је имала сина Владимира. По избијању Октобарске револуције морала је да напусти Русију. Настанила се у Паризу, у коме је неколико година раније гостовала. Умрла је у 99. години у Паризу, 1971. године.